# Литвиновська Тетяна Едуардівна
Тетяна Едуардівна Литвиновська (5 грудня 1989, Житомир, Українська РСР) — українська волейболістка, догравальниця. Учасниця чемпіонату Європи 2011 року.

## Із біографії
Вихованка Харківського вищого училища фізичної культури і спорту. Перший тренер — Олександр Іванович Сосницький. З 2004 року захищала кольори луганської «Іскри». У лютому 2010 перейшла до клубу «Сєвєродончанка», у складі якого здобувала срібні і бронзові нагороди чемпіонату України. Також виступала за «Мінчанку» (Білорусь), «Білозгар-Медуніверситет» (Вінниця) і «Полісся» (Житомир).
В національній збірній дебютувала в 2011 році. Того сезону грала на чемпіонаті Європи, де українки посіли 15 місце. Майстер спорту України.

## Клуби
| Роки      | Команди                             |
| --------- | ----------------------------------- |
| 2004-2010 | «Іскра» (Луганськ)                  |
| 2009—2015 | «Сєвєродончанка»                    |
| 2015-2016 | «Мінчанка» (Мінськ)                 |
| 2016—2017 | «Білозгар-Медуніверситет» (Вінниця) |
| 2018—2019 | «Полісся» (Житомир)                 |
| 2019—2020 | «Білозгар-Медуніверситет» (Вінниця) |
| 2021—     | «Полісся» (Житомир)                 |

## Досягнення
- Срібний призер чемпіонату України (3): 2014, 2015, 2017
- Бронзовий призер чемпіонату України (2): 2010, 2011
- Срібний призер кубка України (3): 2013, 2014, 2015
- Бронзовий призер кубка України (1): 2017

- Чемпіон Білорусі (1): 2016
- Срібний призер кубка Білорусі (1): 2016

## Галерея

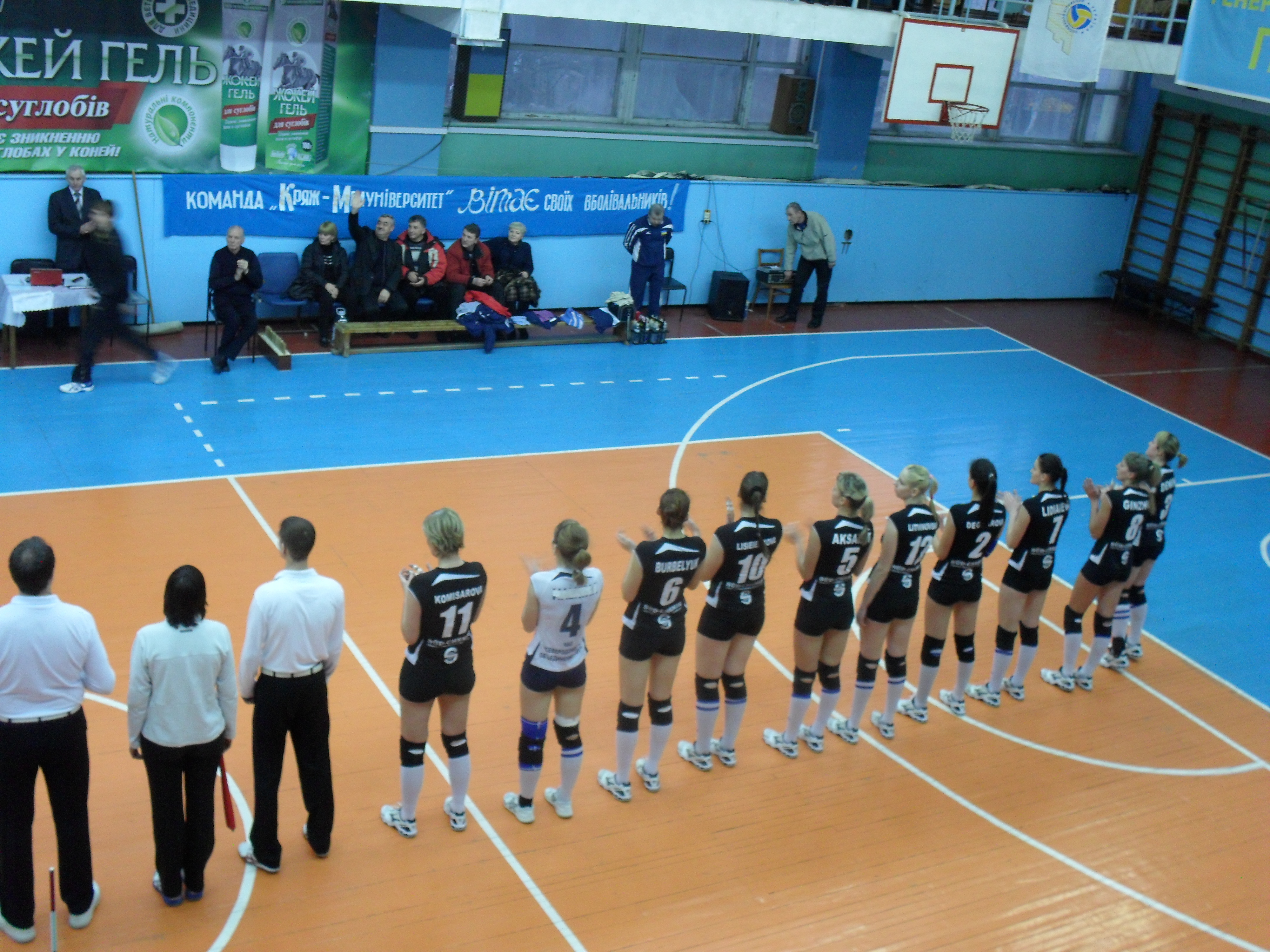
Тетяна Литвиновська (№ 12).
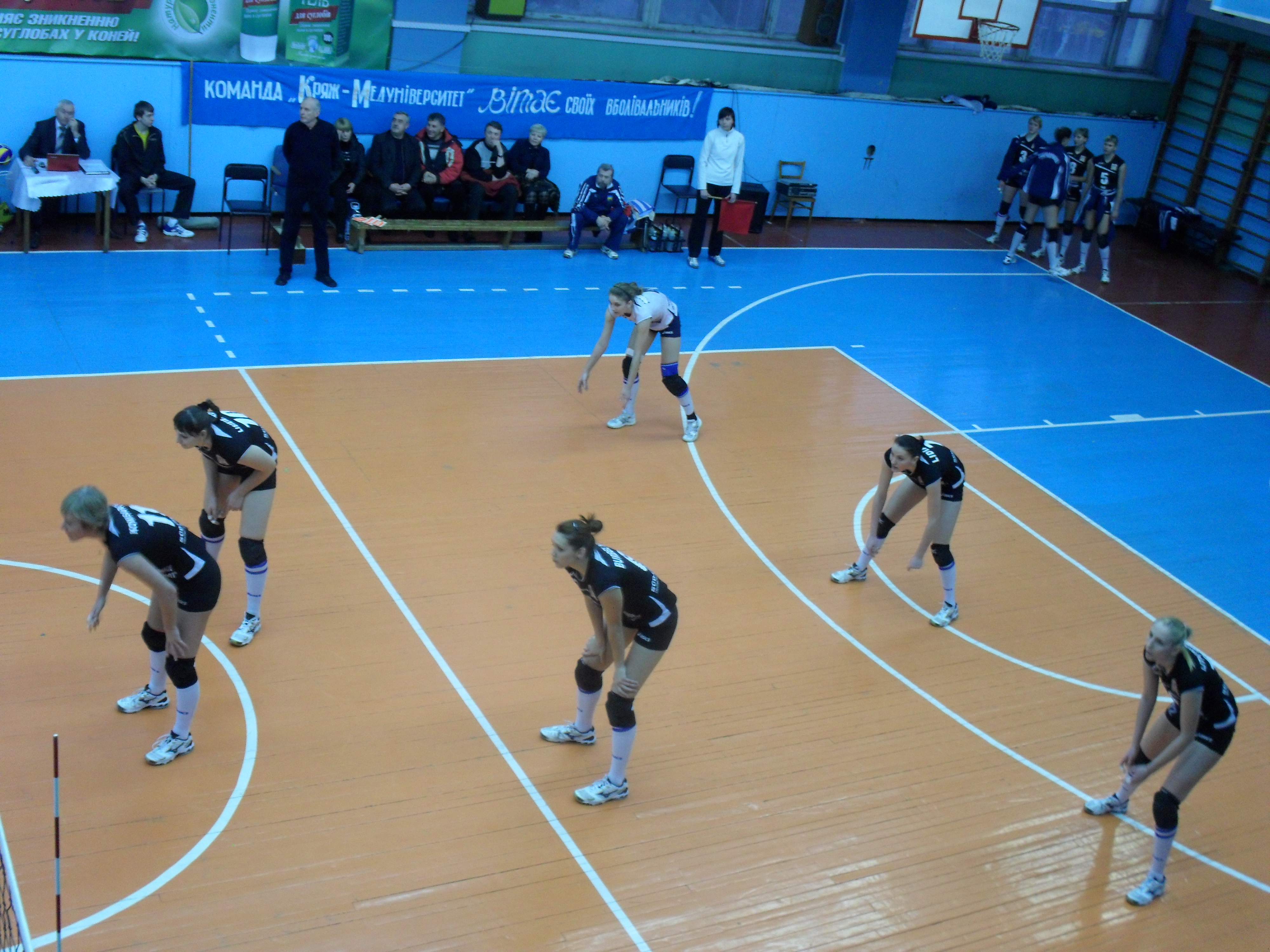
Тетяна Литвиновська крайня праворуч.